# Il miracolo (film 2003)
Il miracolo è un film del 2003 diretto da Edoardo Winspeare.

## Trama
Tonio, un bambino di 12 anni, mentre percorre in bicicletta una strada alla periferia di Taranto viene investito da un'auto pirata condotta dalla ventenne Cinzia, che se ne va senza prestare soccorso. Trasportato in ospedale, Tonio rimane in coma per qualche tempo; al suo risveglio riferisce di aver visto una grande luce. Quando il suo anziano compagno di stanza ha un arresto cardiaco, Tonio gli fa ripartire il battito semplicemente toccandolo: la madre del ragazzino si convince che egli sia in grado di praticare miracoli e ne parla con la stampa locale, che procura al ragazzino un'inaspettata fama; al contrario, il padre rimane scettico e critico nei confronti del comportamento di sua moglie. 
Nel frattempo Cinzia, che spinta dal rimorso aveva chiesto notizie del bambino investito, viene rintracciata dalle forze dell'ordine e sottoposta a un confronto all'americana. Tonio tuttavia sceglie deliberatamente di non riconoscerla: dopo un'iniziale diffidenza da parte della giovane, i due finiscono per stringere un rapporto di amicizia. Tonio scopre che Cinzia, considerata da tutti una poco di buono, è in realtà afflitta dalla solitudine e dall'incomprensione, causata soprattutto dall'abbandono di suo padre. 
La fama di Tonio cresce, tanto che viene programmata un'intervista con la RAI; perfino il padre del ragazzino, in difficoltà economiche per un affare immobiliare non andato a buon fine, si convince a trarne profitto. Intanto un compagno di scuola si affeziona a Tonio, nella speranza che il ragazzino possa guarire suo nonno malato di cancro. In effetti grazie all'imposizione delle mani di Tonio l'anziano ha un netto miglioramento, ma successivamente il suo male riemerge e lo porta alla morte. Tonio allora comprende di non aver alcun dono, e rifiuta di concedere l'intervista gettando la famiglia nello sconforto. Desideroso di avere conforto dalla sua nuova amica, Tonio va a trovare Cinzia.
La ragazza, nel frattempo, si era ricongiunta con suo padre solo per vederlo andar via di nuovo; questo causa in lei una crisi emotiva che culmina con un tentativo di suicidio: Cinzia si appresta dunque a bere della candeggina. Proprio in quell'istante sopraggiunge Tonio: la sua presenza e l'affetto che egli prova per lei dissuade Cinzia dall'uccidersi. Tonio comprende allora quale sia il vero miracolo di cui è capace.

## Produzione
Tutto il film è girato ed ambientato nella città di Taranto; in particolare una scena è girata all'Ospedale vecchio, alcune riprese sono effettuate nella città vecchia e al caratteristico mercatino del pesce sul Mar Piccolo.

## Riconoscimenti
- 2004, CliCiak: Primo Premio Sezione Colore
- 2003, Premio "Città di Roma" Migliore Film (Biennale di Venezia)
- 2003, Premio FEDIC (Biennale di Venezia)